# Arraba (Israel)
Arraba (hebreu: עראבה‎; àrab: عرابة, ʿArraba) és una ciutat del Districte del Nord d'Israel. La ciutat va ser anomenada Garaba en el Talmud de Babilònia.

## Història
En el segle xiii, la ciutat és esmentada pel geògraf sirià Yaqut ja amb el seu nom actual, Arraba. La ciutat va ser incorporada en 1517 a l'Imperi Otomà. En 1596, el poble de Arraba apareix en el registre d'impostos, la seva població era de 125 habitants. En el segle XVII la població era drusa. L'explorador Victor Guérin, va visitar el poble en 1870. Aleshores hi havia 900 musulmans i 100 habitants grecs. En 1922, la ciutat va quedar sota el govern del Mandat Britànic de Palestina; amb una població de 984 habitants, 937 musulmans i 47 cristians. El 1931, la població va augmentar a 1.187 musulmans i 37 cristians. El 29 d'octubre de 1948, durant l'Operació Hiram, la ciutat va ser envoltada per l'Exèrcit israelià. La ciutat va estar sota la Llei marcial fins a l'any 1966.